# Opogona trigonomis
Opogona trigonomis är en fjärilsart som beskrevs av Edward Meyrick 1907. Opogona trigonomis ingår i släktet Opogona och familjen äkta malar.
Artens utbredningsområde är Sri Lanka. Inga underarter finns listade i Catalogue of Life.